# Королева змей
«Королева змей» (англ. Serpent Queen) — американский телесериал о жизни Екатерины Медичи. В основе сюжета книга Леони Фрид «Екатерина Медичи: Королева Франции эпохи Возрождения». Премьера сериала состоялась на канале Starz в 2022 году. 27 октября 2022 года сериал был продлён на второй сезон. Премьера 2 сезона состоялась 12 июля 2024; в октябре того же года проект был закрыт в пользу предполагаемого спин-оффа про Елизавету I Тюдор.

## Сюжет
Сериал рассказывает о Екатерине Медичи, которая в 14 лет была выдана замуж за будущего французского короля Генриха II. Прибыв ко французскому двору осиротевшим подростком, она должна принести целое состояние в приданое и произвести на свет наследников, но обнаруживает, что её муж влюблен в женщину старше себя, сама же она не может зачать детей. Однако, благодаря недюжинному уму и искусству плести интриги, ей удается не только сохранить свой брак, но и в течение тридцати лет править Францией.

## В ролях

### Основной состав
- Саманта Мортон — Екатерина Медичи
- Лив Хилл — молодая Екатерина Медичи
- Амрита Ачария — Аабис
- Энцо Чиленти — Козимо Руджери
- Барри Атсма — Анн де Монморанси
- Николас Бернс — Антуан де Бурбон
- Дэнни Киррейн — Людовик I де Бурбон-Конде
- Сенния Нануа — Рахима
- Бет Годдард — Антуанетта де Гиз

### Второстепенный состав
- Чарльз Дэнс — папа римский Климент VII
- Людивин Санье — Диана де Пуатье
- Кируна Стамелл — Матильда
- Колм Мини — король Франциск I
- Рэй Пантхаки — Шарль де Гиз
- Раза Джаффри — Франсуа де Гиз
- Алекс Хит — молодой Анри

## Производство
В феврале 2021 года телеканал Starz заказал 8-серийный сериал, основанный на книге «Екатерина Медичи: Королева Франции эпохи Возрождения» Леони Фрид. Джастин Хайт выступит сценаристом и исполнительным продюсером, а Фрэнсис Лоуренс и Эрвин Стофф — исполнительными продюсерами. Стейси Пассон выступит режиссёром нескольких эпизодов сериала, включая пилотный.
В апреле 2021 года Саманта Мортон получила роль Екатерины Медичи. В мае 2021 года Амрита Ачария, Энцо Чиленти, Барри Атсма, Николас Бернс и Дэнни Киррейн присоединились к основному актёрскому составу, а Чарльз Дэнс, Людивин Санье, Лив Хилл, Кируна Стамелл и Колм Мини вошли во второй состав. В июне 2021 года к актёрскому составу сериала присоединился Рэй Пантаки. В августе 2021 года было объявлено, что Раза Джаффри, Сенния Нануа, Бет Годдард и Алекс Хит присоединились к актёрскому составу сериала в нераскрытых, главных и повторяющихся ролях соответственно.
Съёмки начались в апреле 2021 года.

## Критика
На сайте Rotten Tomatoes фильм имеет рейтинг 100 % основанный на 19 отзывах, со средней оценкой 7.7/10. Консенсус критиков гласит: «„Королева змей“ драматизирует одного из самых печально известных монархов истории с ловким, сардоническим прикосновением, а великолепная звездная роль Саманты Мортон, вероятно, поглотит внимание зрителей целиком».
Историчность сюжетов условна, по большей части не соответствует реальности.